# Vichyssoise

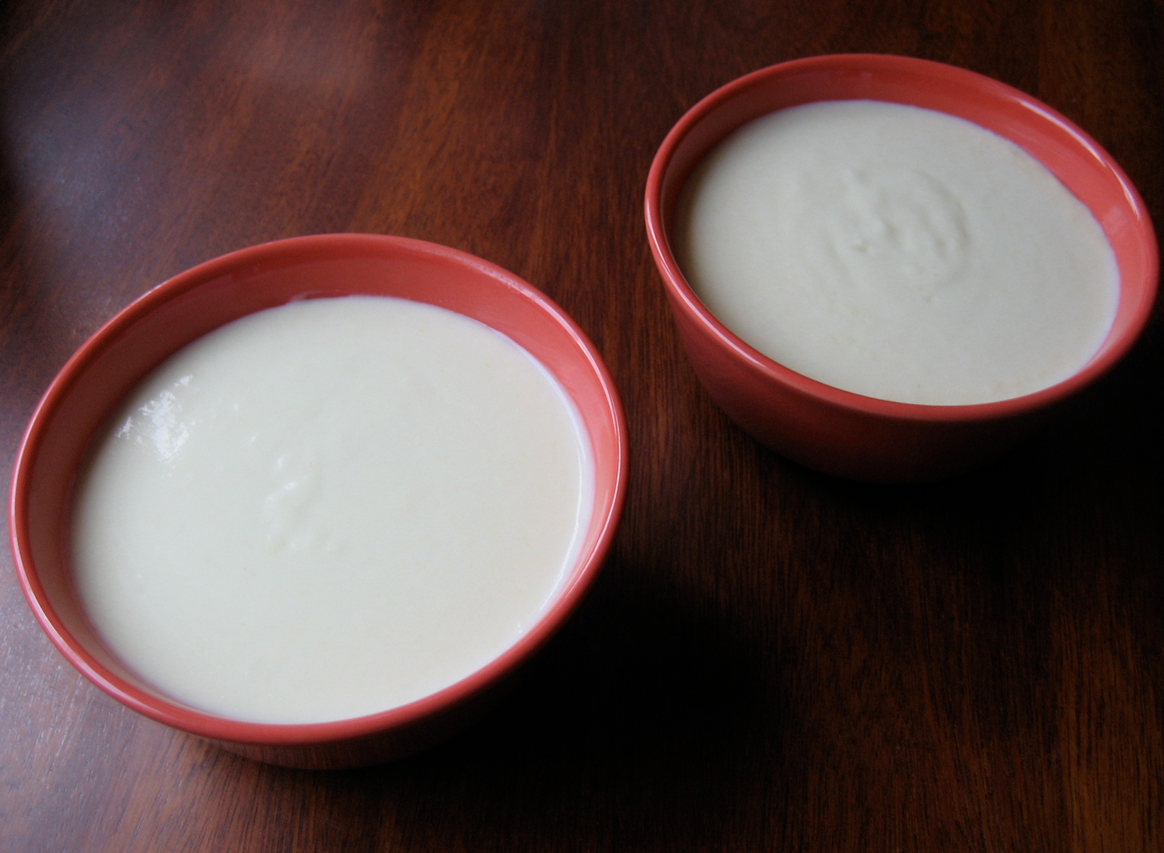
Vichyssoise

Vichyssoise ([vɪʃiˈswɑz]) ist eine kalte gebundene Gemüsesuppe mit den Hauptzutaten Lauch, Kartoffeln und Sahne.

## Herkunft und Bezeichnung
Es gilt als relativ sicher, dass die Suppe eine Kreation des französischen Kochs Louis Diat aus Montmarault ist, welches 50 km entfernt von Vichy liegt, der sie Anfang des 20. Jahrhunderts in New York erfunden haben will. Für das Jahr 1917, das oft genannt wird, gibt es keine verlässlichen Quellen. Die erste nachgewiesene schriftliche Erwähnung der Suppe gibt es in der französischen Revue culinaire von 1923, die sie der amerikanischen Küche zuordnet. Diat selbst gab an, dass die Suppe auf einem Rezept seiner Mutter basiere; sie sei aber warm gegessen worden.
Der Name Vichyssoise geht wahrscheinlich nicht auf Diat selbst zurück, der ihn in seinem eigenen Kochbuch 1946 nicht verwendet. Aus politischen Gründen versuchten französische Köche in den USA während des Zweiten Weltkriegs den Namen der Suppe in Crème gauloise zu ändern, da sie keine assoziative Verbindung mit dem Vichy-Regime wünschten. Der Versuch schlug jedoch fehl und der Name blieb.

## Zubereitung
Für die Suppe werden gehackte Zwiebeln und Lauch in Butter angeschwitzt. Dann werden gewürfelte Kartoffeln dazugegeben und das Gemüse so lange unter Zugabe von Hühnerbrühe gekocht, bis die Kartoffeln gar sind. Anschließend wird der Suppenansatz passiert, mit halb Milch und halb Sahne nochmals aufgekocht und abgeschmeckt. Die Suppe wird gut gekühlt, mit dickem Rahm vervollständigt und mit gehacktem Schnittlauch bestreut serviert.